# Реакция Иванова
Реакция Иванова — реакция, которую используют в органическом синтезе для получения соединений, обладающих физиологической активностью. Реакция открыта болгарским химиком Димитром Ивановым Поповым в 1931 году.
Представляет собой метод получения β-гидроксикарбоновых кислот общей формулой —CR(OH)—CR1(COOH)— из карбонильных соединений и реактивов Иванова: магнийгалогенпроизводных солей арилуксусных кислот (обычно — фенилуксусной кислоты). Например:
{\displaystyle {\mathsf {R\!\!-\!\!CO\!\!-\!\!R+[Ar\!\!-\!\!CH^{-}\!\!\!\!-\!\!COONa]MgCl^{+}}}\rightarrow {\mathsf {[Ar\!\!-\!\!CR(COONa)\!\!-\!\!CHR(OMgCl)]}}\rightarrow {\mathsf {Ar\!\!-\!\!CR(COOH)\!\!-\!\!CHROH}}}
(Аr - фенил, хлорфенил; R - H, Alk, Ar, OPh). В реакцию вступают алифатические или ароматические альдегиды и кетоны, а также циклоалканоны, кетосахара и камфора. В результате реакции, как правило, образуется смесь эритро- и mрео-изомеров b-гидроксикарбоновых к-т. Реактивы Иванова получают действием 2 молей R'MgX (чаще всего изо-C3H7MgCl) на 1 моль арилуксусной кислоты (обычно PhCH2COOH) или 1 моля R'MgX на 1 моль её натриевой соли. В зависимости от условий реакции и структуры исходных соединений реактивы Иванова могут иметь строение енолята (ф-ла I) или содержать связь С—Mg (ф-ла II).
При необходимости оксикислота может быть легко превращена в соответствующий спирт методом декарбоксилирования.